# Sonny Fortune
Sonny Fortune (Filadelfia, Pensilvania; 19 de mayo de 1939-Nueva York, 25 de octubre de 2018) fue un intérprete de saxo alto y flautista estadounidense. También tocaba el saxo soprano, el saxo tenor, saxo barítono y el clarinete.

## Biografía
Después de mudarse a Nueva York en 1967, Fortune graba y actúa con el grupo del batería Elvin Jones. En 1968 fue miembro de la banda de Mongo Santamaría. Posteriormente actuó con el cantante Leon Thomas, y con el pianista McCoy Tyner (1971-1973).
En 1974 Fortune reemplaza a Dave Liebman en el grupo de Miles Davis, permaneciendo hasta la primavera de 1975, cuando fue sucedido por Sam Morrison. Fortune puede ser escuchado en los álbumes Big Fun, Get Up With It, Agharta y Pangea, los dos últimos grabados en vivo en Japón.
Fortune se unió a Nat Adderley después de su breve estancia con Davis, y luego pasó a formar su propio grupo, en junio de 1975,  grabando dos álbumes para el sello Horizon (A&M). Durante la década de 1990, grabó varios aclamados álbumes del sello Blue Note. También actuó con Roy Brooks, Buddy Rich, George Benson, Rabih Abou Khalil, Roy Ayers, Oliver Nelson, Gary Bartz, Rashied Ali y Pharoah Sanders, así como los que aparecen en el álbum en vivo Atlantic Family Live in Montreux (1977).

## Discografía

### Como líder
- 1966: Trip on the Strip (co-lead Stan Hunter, Prestige Records)
- 1974: Long Before Our Mothers Cried (Strata-East Records)
- 1975: Awakening (Horizon Records)
- 1976: Waves of Dreams (Horizon)
- 1977: Serengeti Minstrel (Atlantic)
- 1978: Infinity Is (Atlantic)
- 1979: With Sound Reason (Atlantic)
- 1987: Invitation (Candid)
- 1992: Laying It Down
- 1993: Monk's Mood
- 1994: Four in One
- 1995: A Better Understanding
- 1996: From Now On
- 2000: In the Spirit of John Coltrane
- 2003: Continuum
- 2007: You and the Night and the Music
- 2009: Last Night at Sweet Rhythm

### Como músico de sesión
Con Rabih Abou-Khalil
- Bukra (1988)
- Al-Jadida (1990)

Con Nat Adderley
- On the Move (Theresa, 1983)
- Blue Autumn (Theresa, 1985)
- Autumn Leaves (Sweet Basil, 1990 [1991])
- Work Song: Live at Sweet Basil (Sweet Basil, 1990 [1993])

Con Kenny Barron
- Innocence (Wolf, 1978)

Con Gary Bartz
- Alto Memories (Verve, 1994)

Con George Benson
- Tell It Like It Is (A&M/CTI, 1969)

Con Miles Davis
- Get Up with It (Columbia, 1974)
- Big Fun  (Columbia, 1975)
- Pangaea (Columbia, 1975)
- Agharta (Columbia, 1975)

Con Dizzy Gillespie
- Closer to the Source (Atlantic, 1984)

Con Elvin Jones
- Elvin Jones Jazz Machine Live at Pit Inn (Polydor (Japan), 1985)
- When I Was at Aso-Mountain (Enja, 1990)
- In Europe (Enja, 1991)
- It Don't Mean a Thing (Enja, 1993)

Con Charles Mingus
- Three or Four Shades of Blues (Atlantic, 1977)

Con Alphonse Mouzon
- The Essence of Mystery (Blue Note, 1972)

Con Pharoah Sanders
- Izipho Zam (My Gifts) (Strata-East, 1969 [1973])

Con Melvin Sparks
- Akilah! (Prestige, 1972)

Con Leon Spencer
- Bad Walking Woman (Prestige, 1972)
- Where I'm Coming From (Prestige, 1973)

Con Charles Sullivan
- Genesis (Strata-East, 1974)

Con McCoy Tyner
- Sahara (Milestone, 1972)
- Song for My Lady (Milestone, 1973)

Con Mal Waldron
- Crowd Scene (Soul Note, 1989)
- Where Are You? (Soul Note, 1989)

Con Mongo Santamaría
- Stone Soul (1969)

## Filmografía
- Elvin Jones: Jazz Machine (2008) con Sonny Fortune, Ravi Coltrane, Willie Pickens y Chip Jackson[3]
- Europafest: Jazz Highlights (2008) con Mike Stern, Sonny Fortune, Bob Berg, Sun Ra, Archie Shepp, John Zorn, Bill Frisell, y otros.[4]